# Alone Together (série télévisée)
Pour les articles homonymes, voir Alone Together.
Alone Together est une série télévisée américaine en vingt épisodes de 22 minutes développée et interprétée par Benji Aflalo et Esther Povitsky, diffusée entre le 10 janvier et le 29 août 2018 sur la chaîne Freeform.
Cette série est inédite dans tous les pays francophones.

## Distribution

### Acteurs principaux
- Esther Povitsky : Esther, une jeune femme du Midwest qui aspire à devenir comédienne
- Benji Aflalo : Benji, un natif de Beverly Hills qui vit avec son frère aîné

### Acteurs secondaires
- Edgar Blackmon : Jeff
- Chris D'Elia (en) : Dean, le frère ainé de Benji
- Ginger Gonzaga : Alia, la sœur ainée de Benji
- Punam Patel : Tara, une amie d'Esther qui étudie dans le même cours de comédie (saison 2)
- Kirby Howell-Baptiste : Cassidy

## Production
Le 5 juillet 2016, un pilote est commandé. La production débute fin août, et la série est commandée en décembre.
Une deuxième saison est commandée le 18 octobre 2017, trois mois avant la première.
Le 2 novembre 2018, Freeform a annulé la série après deux saisons.

## Épisodes

### Première saison (2018)
1. Pilot
2. Road Trip
3. Fertility
4. Pop Up
5. Dean Girls
6. Dinner Party
7. The Big One
8. Sleepover
9. Music Video
10. Property Management

### Deuxième saison (2018)
Cette saison de dix épisodes est diffusée à partir du 1er août 2018 au rythme de deux épisodes par semaine.
1. Crypto
2. Pootie
3. Nurse Esther
4. Murder House
5. Daypassers
6. A Drama Story
7. Mom
8. Dog Awards
9. Flashback
10. Big Bear